# Балджи, Бюньямин
Бюньямин Балджи (тур. Bünyamin Balcı; род. 31 мая 2000, Самсун или Samsun, Самсун) — турецкий футболист, защитник клуба «Антальяспор».

## Клубная карьера
Балджи — воспитанник клубов «Антальягюджю», «Мейдан Генчликспор» и «Антальяспор». 19 января 2020 года в матче против «Гёзетепе» он дебютировал в турецкой Суперлиге в составе последнего. 13 сентября в поединке против «Генчлербирлиги» Беньяюмин забил свой первый гол за «Антальяспор». 